# Jef Gabriels
Jozef Maria Matheus (Jef) Gabriels (Hasselt, 8 december 1947) is een Belgisch politicus voor de CVP en vervolgens diens opvolger de CD&V.

## Loopbaan
Jef Gabriels behaalde het diploma van bouwkundig ingenieur en het diploma van licentiaat in de vrijetijdsagogiek. In zijn jeugd was hij actief in de jeugdbeweging. Daarna stapte hij over naar de politiek.
In 1970 werd hij gemeenteraadslid van Genk binnen de toenmalige CVP. Op zijn 22e was hij een van de jongst verkozenen. In Genk werd hij vanaf 1977 schepen en vanaf 1987, ten tijde van de mijnsluitingen, bekleedde hij onafgebroken het burgemeesterambt tot 17 december 2009. De CD&V behaalde onder zijn leiding jarenlang een absolute meerderheid. Op 18 december 2009 werd hij opgevolgd door Wim Dries.
In Genk stond hij bekend als een "bruggenbouwer", die steeds naar oplossingen zocht die een ruim draagvlak hadden. In een (ex-mijn)gemeente met een aanzienlijke migrantenpopulatie was (en is) dat niet altijd gemakkelijk. Op politiek vlak koos hij resoluut voor de "plaatselijke" politiek, want een aanbod voor een parlementair mandaat heeft hij altijd geweigerd. Wel steunde hij tenvolle zijn jongere partij- en stadsgenoot Jo Vandeurzen in zijn kandidatuur van partijvoorzitter van de CD&V.
Jef Gabriels was tussen oktober 2001 en juni 2010 voorzitter van de Vereniging van Vlaamse Steden en Gemeenten (VVSG).